# Dysdera verkana
Dysdera verkana (лат.) — вид аранеоморфных пауков из семейства Dysderidae.
Обнаружен в Иране. Название таксона происходит от древнеперсидского слова, обозначающего регион Горган, что означает «земля волков», где найдена типовая серия.

## Описание
Мелкий паук. Общая длина голотипа самца 10,8 мм. Карапакс 5,65 мм в длину и 4,26 в ширину. Диаметры глаз: передние AME 0,24 мм, заднесрединные PME 0,23 мм, заднебоковые PLE 0,21 мм. Карапакс, стернум, хелицеры, лабиум и максиллы красновато-коричневые. Ноги оранжевые. Брюшко кремового цвета, без рисунка. Паутинные железы равномерно темно-желтоватые. Самец нового вида наиболее похож на самца D. sagartia, но отличается более округлым срединным гребнем, задним апофизом, не согнутым под прямым углом, и относительно более длинным псемболусом (длина псемболуса/длина тегулума = 1,66 у D. verkana против 1,44 у D. sagartia). Включён в состав видовой группы Dysdera aculeata, для которой характерен удлинённый и шестиугольный карапакс, псемболус длиннее тегулума, с передним (= срединным) гребнем и заострённой вершиной. Расстояние между задними боковыми и срединными глазами (PLE и PME) менее половины их диаметра.

## Распространение
Северный Иран, провинция Голестан: Azadshahr County, Khosh Yeylaq, 36°49’N, 55°20’E.